# Maruja Mallo

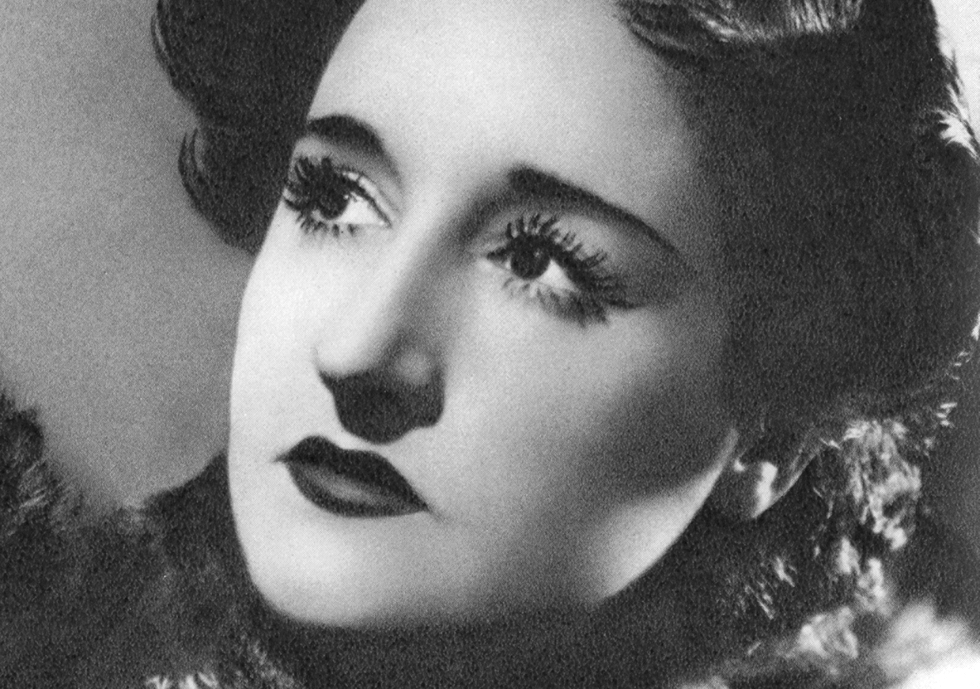
Maruja Mallo

Maruja Mallo (Viveiro, 5 gennaio 1902 – Madrid, 6 febbraio 1995) è stata una pittrice spagnola, appartenente alla Generazione del '27.

## Biografia
Battezzata con il nome di Ana María Gómez González, fu la quarta di 14 figli nati dal matrimonio tra il madrileno Justo Gómez Mallo, funzionario del Cuerpo de Aduanas, e María del Pilar González Lorenzo, di origine galiziana. Nella sua famiglia, di ceto borghese benestante, non mancarono gli artisti: anche il fratello Cristino Mallo, nato nel 1905, diventò uno scultore molto conosciuto.

### Primi anni
A causa del lavoro del padre, Mallo viaggiò molto durante la sua infanzia. Nel 1913 la famiglia si trasferì ad Avilés, dove Maruja iniziò a formarsi nella Escuela de Artes y Oficios. Nel 1922 si trasferì a Madrid con la famiglia, dove con il fratello Cristino si iscrisse alla Real Academia de Bellas Artes de San Fernando. Essendo un'istituzione di impronta conservatrice, in linea con la società spagnola dei primi anni '20, l'accademia imponeva rigide norme di condotta e non vedeva di buon occhio l'ingresso di donne nelle sue aule. Tuttavia questo non rappresentò un impedimento per Maruja, che possedeva uno spirito ribelle e creativo: l'11 settembre del 1922 fu l'unica donna a superare senza problemi l'esame di ammissione.
A Madrid entrò in contatto con molti scrittori e artisti della Generazione del '27 come Salvador Dalí, la cui amicizia fu fondamentale per la sua maturazione personale e artistica. Di carattere molto simile, i due giovani artisti avevano una visione trasgressiva della vita, erano esagerati, eccentrici e competitivi. Dalí viveva nella Residencia de Estudiantes, dove aveva stretto amicizia con Luis Buñuel e Federico García Lorca, ai quali presto si affezionò anche Maruja. Con essi e con la loro cerchia di amici, visse in totale libertà la sua gioventù, partecipando a circoli letterari e feste, facendo lunghe passeggiate notturne per Madrid, come mostra Dalí in Sueños noctámbulos, in cui si ritrae negli scuri vicoli di Madrid, in compagnia di Rafael Perez Barrada, Buñuel e Maruja.
Altra importante amicizia per la giovane artista fu quella con Margarita Manso che dal 1924 studiò nella sua stessa accademia e si integrò perfettamente nel circolo di amicizie di Maruja. Le due ragazze condividevano un sentimento di anticonformismo e il desiderio di trasgressione, che le portavano per esempio a travestirsi da uomini per accedere ai luoghi pubblici il cui ingresso era vietato alle donne, come ricorda la stessa Maruja, in un'intervista realizzata da Manuel Vincent nel 1981.
Nello stesso anno Maruja strinse amicizia con la scrittrice Concha Méndez. Accomunate da un'indole moderna e anticonformista, e dal desiderio di combattere la mentalità arretrata del tempo, le due donne si influenzarono reciprocamente e passarono molto tempo insieme. Frequentavano musei e conferenze, passeggiavano per i quartieri di Madrid e presenziavano a varie feste popolari. Proprio dalle loro passeggiate per le sagre madrilene nacque l'ispirazione per la serie Las Verbenas, che Maruja dipinse nel 1927 e che diventò poi una delle sue opere più famose. In questa serie la pittrice ritrasse in quattro tele, varie scene di gente in festa e in giostra, con straordinaria libertà ed inventiva. Alle stesse feste si ispirò anche la poetessa Méndez per la sua poesia Verbena, pubblicata nel 1928.
Oltre a Concha Méndez e Margherita Manso, Maruja frequentò altre artiste e scrittrici, quali Rosa Chacel, María Zambrano, Carmen Conde e Ángeles Santos. Insieme fecero parte della Generazione del 27, e in seguito sarebbero state denominate Las sinsombrero, caratterizzandosi come un gruppo di scrittrici, pittrici, artiste indipendenti e libere, socialmente e intellettualmente, che lottavano per essere soggetti attivi e non passivi nella società. Come lei stessa raccontò, all'epoca era usanza diffusa indossare un cappello, come simbolo di buono stato sociale. Il nome di Sinsombrero si deve al gesto provocatorio di cui furono protagonisti Maruja, Margarita Manso, Salvador Dalí e Federico García Lorca, che attraversando la Puerta del Sol a Madrid, decisero di fare a meno del cappello, sotto gli sguardi stupiti e critici dei passanti.
Nel 1927 Maruja decise di lasciare temporaneamente Madrid per seguire il padre a Tenerife, dove si ritrovò immersa in un paesaggio che la ispirò fin da subito. Durante la sua permanenza sull'isola realizzò l'opera La mujer y la cabra, usando come una delle modelle la sua amica Concha.
Una volta tornata a Madrid, Rafael Alberti parlò del talento della sua fidanzata a Melchor Fernández Almagro, critico influente nel panorama culturale spagnolo, che dopo aver visitato lo studio della pittrice, ne fece menzione ad José Ortega y Gasset. Quest' ultimo rimase talmente colpito dall'opera della giovane che le propose di realizzare la sua prima mostra personale nelle sale della Revista de Occidente, che per la prima volta si prestava ad ospitare nella sua sede un'esposizione pittorica. Nella mostra che si inaugurò il 28 maggio del 1928, Maruja espose, oltre alle quattro Verbenas, alcuni disegni a matita che ritraevano la vita urbana nella grande città, e che chiamò Estampas deportivas, populares, cinemáticas, y de máquinas y maniquíes. Fu questa l'occasione che le permise di emergere e di farsi conoscere come una pittrice preparata ed esperta; Maruja studiava nei suoi dipinti la proporzione matematica, disegnava con mano sicura e precisa, era dotata di grande immaginazione e provvista di molta allegria, umore e ironia.

### Anni Trenta e Seconda Repubblica Spagnola
Nel 1930 Maruja e Rafael ruppero il loro tormentato fidanzamento, e l'anno successivo Maruja ottenne una borsa di studio dalla Junta para Ampliación de Estudios, per studiare scenografia a Parigi. Lì venne subito scoperta da diversi galleristi che le offrirono le loro sale; scelse per prima la Galerie Pierre Loeb, che aveva lanciato Joan Miró, e che aveva in vendita varie opere di Pablo Picasso. La pittrice ottenne di nuovo qualcosa di impensabile: nel 1932 organizzò un'esposizione personale a Parigi, che fu accolta con estremo entusiasmo dai più importanti critici e artisti francesi. Picasso stesso presenziò alla mostra di Maruja e ne rimase sorpreso, e André Breton comprò una delle sue opere, Espantapájaros.
La pittrice visse con intensità la sua permanenza nella capitale francese, ed entrò in contatto con i più importanti surrealisti dell'epoca, come Paul Éluard, Max Ernst, Joan Miró, Jean Cassou, René Magritte e Louis Aragon. Nonostante questi importanti contatti e le varie offerte da parte di numerosi galleristi, scelse di non rimanere a Parigi e di tornare in Spagna.
Al suo ritorno nel 1932, scoprì una Madrid brillante. Il governo repubblicano aveva concesso alle donne il voto e affermato l'eguaglianza giuridica fra i sessi. Frequentò i locali che prima le erano vietati, assistette a feste, circoli e riunioni, specialmente a quelle della Revista de Occidente.
Nel 1933 morì suo padre, il suo più grande appoggio. Fu costretta a farsi carico della famiglia, dato che di quattordici fratelli solo due erano sposati, mentre gli altri vivevano ancora nella casa di famiglia. Per far fronte alle difficoltà economiche, si vide costretta ad accettare un incarico di un anno come insegnante di disegno libero e composizione nell'istituto di Arévalo. Per accedere all'incarico necessitava del diploma della Escuela de Bellas Artes, che non aveva ottenuto, avendo abbandonato gli studi nel 1925. Nel 1934 si iscrisse quindi nuovamente all'accademia. Gli anni ad Arévalo furono segnati da noia e monotonia: si ricorda a proposito un episodio emblematico, in cui la pittrice, nostalgica dei suoi anni di trasgressione, decise di entrare in bicicletta nella chiesa di San Miguel, durante una messa.
Dopo la breve esperienza come docente, tornata a Madrid iniziò ad impegnarsi in campo sociale e politico, influenzata dall'amica e filosofa María Zambrano, molto sensibile e attenta alle necessità dei ceti sociali più disagiati. In quegli anni le sue opere cambiarono notevolmente: abbandonò il surrealismo e iniziò a dipingere paesaggi e abitanti della campagna. Si intensificò la sua relazione con il movimento conosciuto come Escuela de Vallecas, che difendeva il paesaggio castigliano come fonte diretta di ispirazione.
In quegli stessi anni arrivò a Madrid il poeta Pablo Neruda, in qualità di console del Cile. I due diventarono presto amici, uscirono insieme, visitarono i quartieri popolari di Madrid, e Maruja diventò ospite abituale negli incontri che egli teneva nella sua residenza, la Casa de las Flores.
Proprio in casa di Neruda, nel 1935 la pittrice conobbe il poeta Miguel Hernández, con il quale intrattenne una relazione amorosa, ma anche una fruttuosa collaborazione artistica. Un esempio dell'influenza che Maruja ebbe nello scrittore è riscontrabile nella sua opera El rayo que no cesa. La relazione tra i due terminò senza tragedie; il poeta si innamorò nuovamente della sua precedente fidanzata Josefina Manresa.
Nel 1936 l'impegno sociale nelle opere di Maruja crebbe notevolmente, come si nota in Sorpresa del tigro. L'ispirazione per questo quadro, in cui le dita di una ragazza diventano delle spighe, nacque durante una manifestazione, in cui la pittrice notò una mano che afferrava una pagnotta alzarsi tra la folla; si avvicinò ai manifestanti chiedendo per cosa protestassero e la loro risposta fu "pane".
Poco prima della guerra si innamorò del sindacalista Alberto Fernández Mezquita, con il quale si trasferì in Galizia, per partecipare alle Misiones Pedagógicas, un progetto di solidarietà, sostenuto dal Governo della Seconda Repubblica, che vedeva riuniti volontari di vario tipo: maestri, professori, artisti e intellettuali, impegnati nella diffusione e nella promozione della cultura. Qui presenziò a vari incontri e atti pubblici in supporto della Repubblica.
Arrivò a Vigo una settimana prima del colpo di Stato. Quando le truppe di Francisco Franco invasero la città, si nascose sei mesi in casa di uno zio e fu testimone delle atroci barbarie di cui si macchiò la Spagna franchista, e di cui scriverà in esilio negli articoli pubblicati in La Vanguardia, nel 1938.
Il fidanzato Alberto fuggì in Portogallo ma fu arrestato, così Maruja si ritrovò sola e impaurita dalla sua scomoda posizione politica, avendo sempre dimostrato il suo appoggio alla Repubblica. Nel 1936 fuggì in Portogallo, per trasferirsi l'anno dopo a Buenos Aires: il suo esilio in Argentina durò venticinque anni.

### Esilio

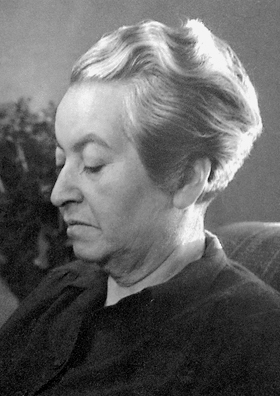
La poetessa cilena Gabriela Mistral, amica di Maruja Mallo

In Portogallo la ricevette Gabriela Mistral, che si trovava a Lisbona in qualità di ambasciatrice del Cile; la scrittrice cilena le procurò la documentazione necessaria per imbarcarsi per Buenos Aires. In Argentina fu accolta con enorme ammirazione e strinse amicizia con lo scrittore Ramón Gómez de la Serna, avvalendosi della sua popolarità per far conoscere a più persone possibili la situazione politica della Spagna, organizzando conferenze, firmando manifesti, facendo dichiarazioni pubbliche.
Negli anni di esilio si spostò anche a Montevideo, a Parigi, in Cile, in Brasile e a New York, dedicandosi a diversi progetti. Nel 1939 fu pubblicato il suo piccolo libro Lo popular en la plástica española a través de mi obra. Successivamente, su incarico della casa Compte di Buenos Aires, creò disegni per tessuti, mobili e oggetti, per decorare edifici e stanze. Nel 1945 il cinema Los Angeles, la cui facciata di cristallo lascia ben visibile la parete frontale, le commissionò un gran murale per coprirla, che Maruja creò ispirandosi al mare, come in altre opere di questa epoca. L'ispirazione nacque da un viaggio nell'Isola di Pasqua, che fece con l'amico Neruda. Realizzò quelle che chiamò amonías plásticas, in cui nuotatori, acrobati, uomini dello spazio danzano in uno scenario marino popolato da alghe, stelle, meduse e coralli. I corpi umani girano dentro a questo mondo subacqueo, dando luogo a scene che all'epoca appartenevano ancora alla fantascienza, come la pesca sottomarina e l'assenza di gravità degli astronauti.
Parallelamente, la sua pittura in quegli anni fu invasa da un sempre maggior impegno sociale, già abbozzato nella Sorpresa del trigo. Il Canto de las espigas (1939) e El mensaje del mar (1938) sono i quadri più rappresentativi: due inni al lavoro della mietitura e della pesca, in cui risalta l'attenzione per la gente semplice. A questa fase appartengono la serie di quadri in cui si combinano reti e figure umane, Estrella de mar (1937), e La red (1938), composizioni di gran armonia e serenità, dove il dominio della geometria e il senso della proporzione della pittrice incontrano la loro massima espressione.
La fase seguente fu il ritratto: dipinse una serie di facce femminili di fronte e di profilo, in cui esaltava le diversità di ogni razza, stilizzandone i tratti. Allo stesso tempo continuò a creare le sue Naturalezas vivas, mondi di conchiglie, di rose e di stelle marine, elementi reali combinati in visioni impossibili.
Nel 1948 realizzò un'esposizione nella gallera Carroll Carstairs di New York e nel 1949 lasciò l'Argentina per trasferirsi lì. Tornò in Spagna solo nel 1962.

### Ritorno in Spagna

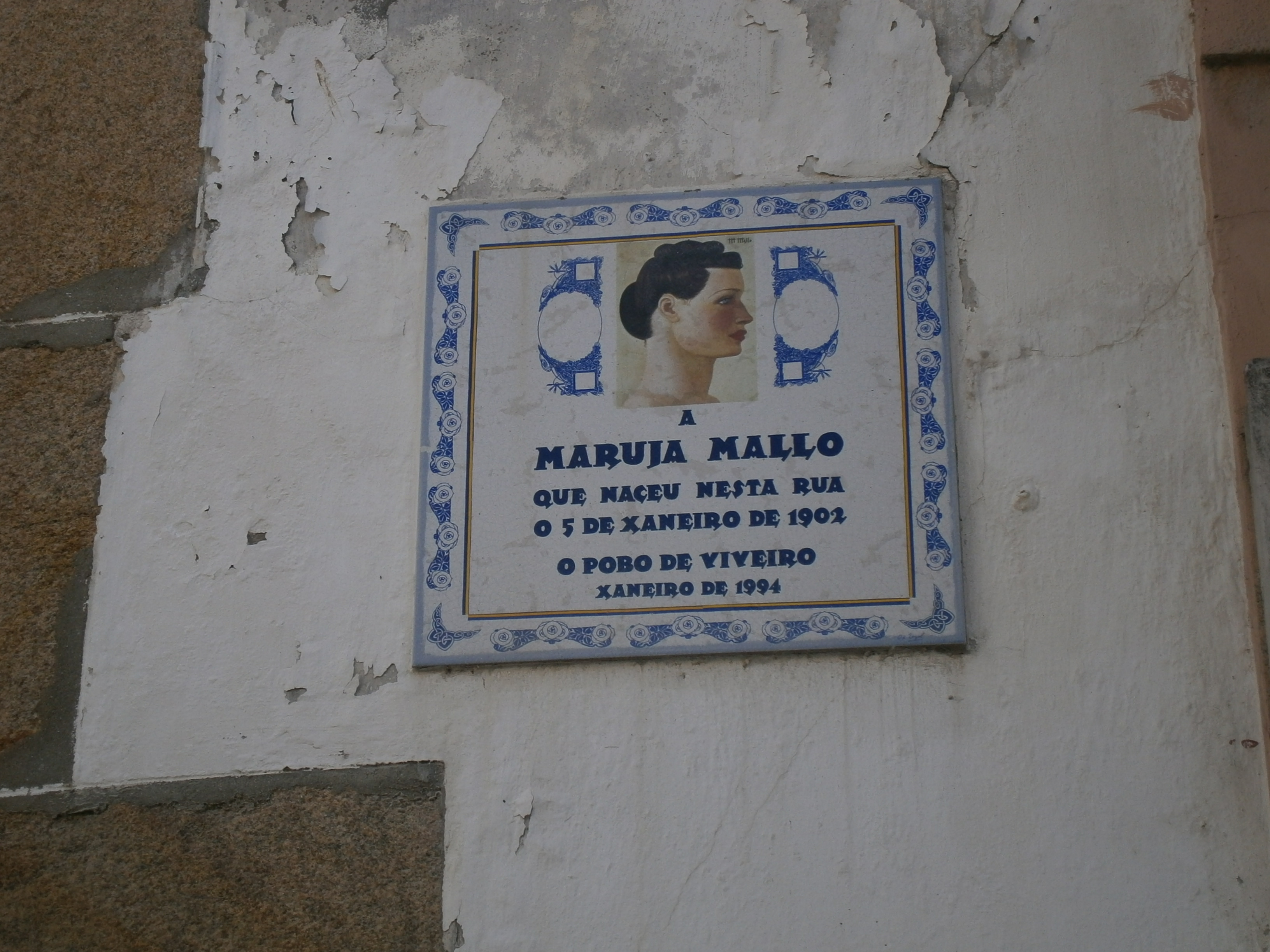
Targa sulla casa natale di Maruja Mallo

I primi anni del suo ritorno furono solitari. La maggior parte dei suoi amici erano morti o ancora in esilio e soffrì della mancanza di relazioni sociali. A questa solitudine si univano i ricordi degli anni gioiosi a Madrid, quando ancora poteva contare sull'appoggio di intellettuali, scrittori e amici. Tuttavia, la forza intellettuale e artistica della pittrice la fece entrare a contatto con un gruppo di giovani desiderosi di nuova libertà, dopo anni di oscurantismo artistico.
I suoi nuovi amici, molti dei quali erano artisti o critici d'arte, riportarono alla luce la pittrice, che durante il suo esilio era stata dimenticata. Nel 1976 Consuelo de la Gángara pubblicò la prima monografia su Maruja Mallo, e nel 1982 Maruja ricevette la Medalla de Oro de Bellas Artes, concessa dal Ministero della Cultura. Nel 1990 le fu consegnata la Medalla de Oro de la Comunidad de Madrid, e nel 1991 la Medalla de Galicia. Nel 1992, in occasione del suo novantesimo compleanno, fu inaugurata un'esposizione nella galleria Guillermo de Osma di Madrid, che mostrò per la prima volta la serie di quadri dipinti durante l'esilio in America.
Maruja Mallo morì a Madrid nel 1995, all'età di novantatré anni.

## Opere principali
- La verbena (1927)
- La kermesse (1928)
- Canto de las espigas (1929)
- La huella (1929)
- Tierra y excrementos (1932)
- Sorpresa del trigo (1936)
- Figuras (1937)
- Cabeza de mujer (1941)
- Máscaras (1942)
- Serie Las naturalezas vivas (1942)
- El racimo de uvas (1944)
- Oro (1951)
- Agol (1969)
- Geonauta (1975)
- Selvatro (1979)
- Concorde (1979)
- Máscara tres-veinte (1979)
- Airagu, (1979)
- Acróbatas macro y microcosmos (1981)
- Acróbatas (1981)
- Protozaorios (1981)
- Panteo (1982)
- Acróbata (1982)
- Protoesquema (1982)
- Razas (1982)
- Viajeros del éter (1982)